# Austrocercella verna
Austrocercella verna är en bäcksländeart som beskrevs av Günther Theischinger 1984. Austrocercella verna ingår i släktet Austrocercella och familjen Notonemouridae. Inga underarter finns listade i Catalogue of Life.